# Souhvězdí Jižního kříže
Jižní kříž je souhvězdí na jižní obloze. Sousedí se souhvězdím Kentaurus a Moucha. Je to nejmenší souhvězdí z 88 moderních souhvězdí. Pomůckou pro nalezení může být i to, že leží přibližně na spojnici, kterou vytváří pás Orionu. Na jižní polokouli je cirkumpolární v polohách jižně od 35. rovnoběžky jižní šířky a lze jej tam tedy pozorovnat v průběhu celého roku. Z Evropy je v současnosti nepozorovatelné, lze je spatřit až z míst ležících jižně od 25. rovnoběžky severní šířky během severní zimy a jara. Díky precesi však bude kolem roku 14 000 viditelné ve většině Evropy a kolem roku 18 000 i v severní Evropě. 

## Významné hvězdy
| Hvězda | Jméno         | Hvězdná velikost |
| ------ | ------------- | ---------------- |
| α Cru  | Acrux         | 0,76m            |
| β Cru  | Becrux/Mimosa | 1,25m            |
| γ Cru  | Gacrux        | 1,59m            |
| δ Cru  | Imai          | 2,79m            |
| ε Cru  | ε Cru         | 3,59m            |

## Objekty
- 1 stupeň jihovýchodně od hvězdy Mimosa se nachází pouhým okem viditelná otevřená hvězdokupa NGC 4755 (hvězdokupa Klenotnice) s magnitudou 4,2.
- V jihovýchodní části souhvězdí leží výrazná temná mlhovina Uhelný pytel, na jejímž západním okraji se nachází otevřená hvězdokupa NGC 4609.

## Historie
Ve starověku bylo součástí souhvězdí Kentaura (nachází se pod jeho břichem a zadníma nohama). Oddělené souhvězdí pochází až ze 16. století, kdy jej začali používat portugalští mořeplavci jako navigační pomůcku při cestách jižním směrem.
Kolem zimního slunovratu lze Jižní kříž nalézt na průsečíku osy Orionova pásu a horizontu (pro severní šířky prvních civilizací, na úrovni Středozemního moře). Přes toto místo na obloze též v tuto roční dobu přechází Slunce.
Existuje také tzv. „nepravý jižní kříž“. Shluk hvězd, které připomínají jižní kříž, leží na rozhraní souhvězdí Plachet a Lodního kýlu.

## Symbolika

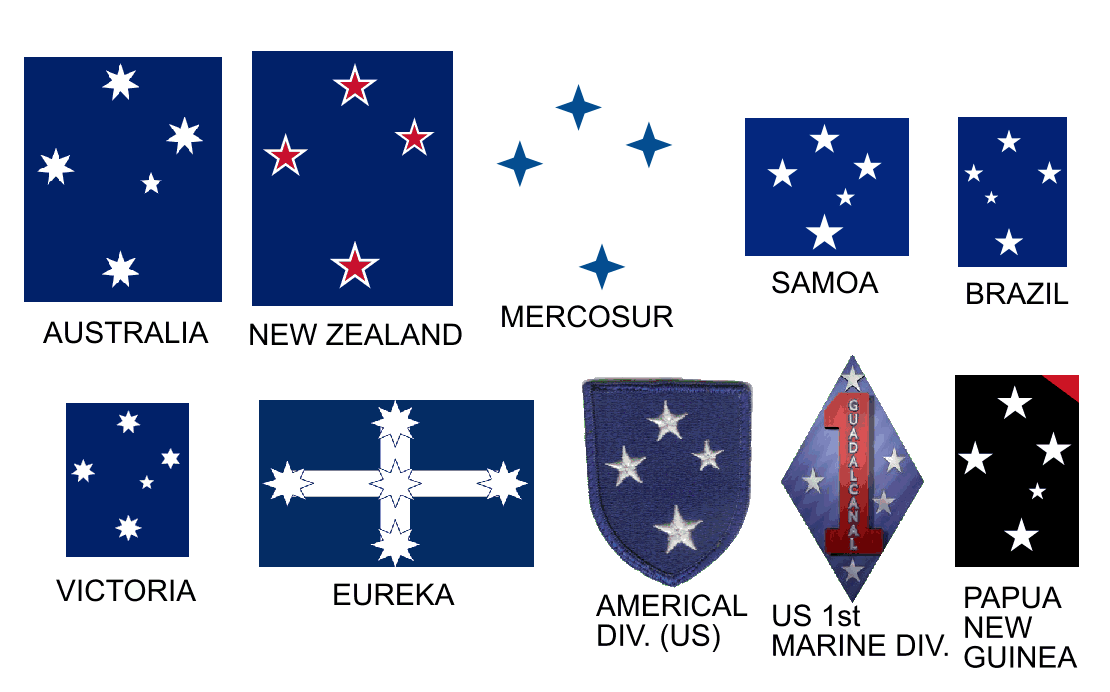
Jižní kříž na různých vlajkách

Souhvězdí Jižní kříž se dostalo na některé insignie zemí nejen z jižní polokoule. Některé vlajky zobrazují pět hvězd (včetně epsilonu Crucis), mnohé zobrazují hvězdy jen čtyři. Nejznámějšími případy jsou vlajky:
- Australská vlajka, Austrálie
  -  Vlajka Kokosových ostrovů, Kokosové ostrovy
  -  Vlajka Vánočního ostrova, Vánoční ostrov
- Brazilská vlajka, Brazílie
- Novozélandská vlajka, Nový Zéland
- Vlajka Papuy Nové Guineje, Papua Nová Guinea
- Vlajka Samoy, Samoa